# Léon-Jean Chappuis
Léon-Jean Chappuis, francoski general, * 1896, † 1953.